# Distrito de Kadıköy
Kadıköy ([ˈkadɯcøj]ⓘ) es un distrito de la provincia de Estambul, Turquía y se encuentra en la parte asiática de la ciudad de Estambul. Zona cosmopolita y comercial de la urbe, siendo el distrito más poblado de la ciudad-provincia.[cita requerida]

## Historia
Kadıköy es, a su vez, el emplazamiento más antiguo de la ciudad de Estambul como tal. Se han encontrado objetos arqueológicos con una antigüedad que se remontan al año 3000 a. C., y los artefactos de piedra, hueso, de cerámica, joyería y bronce demuestran que fue un emplazamiento humano de manera continua desde tiempos prehistóricos. Los fenicios, en el año 1000 a. C. aproximadamente, establecieron aquí una de sus colonias, en lo que hoy en día es el barrio de Fikirtepe. Y durante el período helénico, colonos griegos de Megara establecieron en el año 685 a. C. otro asentamiento, concretamente en lo que hoy es Moda y su pequeña península, colonia que recibiría el nombre de Calcedón (Καλχηδών). Un topónimo que luego se iría modificando —pasando por Calcedonia en latín— hasta llegar a la actual denominación de Kadıköy, que es una combinación de Kadı (juez, en árabe قاضى), un cargo medieval que incluía las funciones de alcalde — y köy (pueblo o aldea, en lengua turca).[cita requerida]

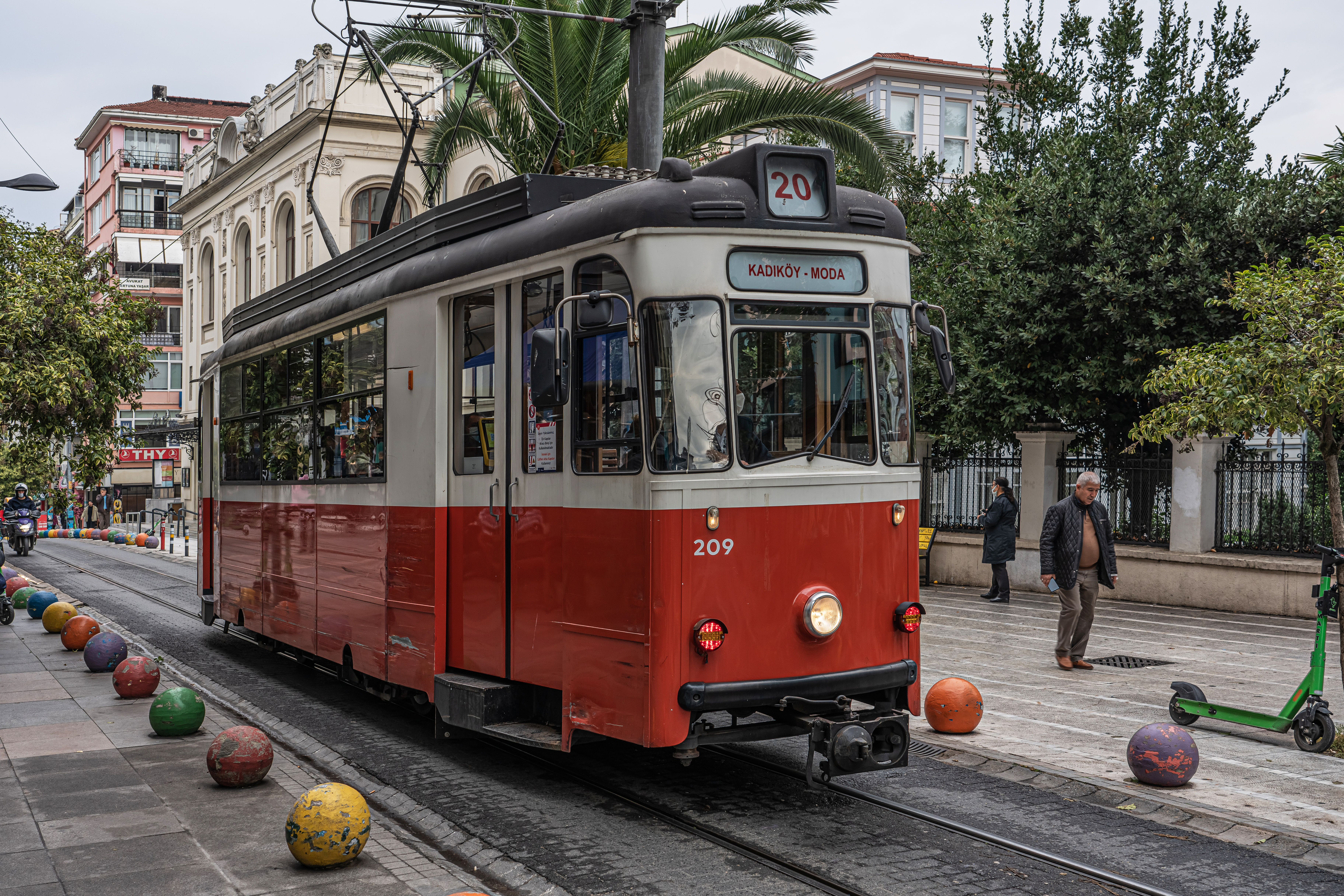
Tranvía de época que actualmente todavía cubre la línea Kadıköy-Moda, en el distrito de Kadıköy, en la parte asiática de Estambul.

La Calcedón de la antigüedad era una antigua ciudad marítima de Bitinia —que en su día fue una de las provincias romanas de Asia Menor—, casi directamente enfrente de Bizancio y al sur de Crisópolis (otra antigua ciudad que hoy en día es el moderno distrito de Üsküdar). Calcedón o Calcedonia fue conocida también como la «ciudad de los ciegos», la leyenda que hacía referencia a que Bizancio sería fundada —por griegos de Megara, comandados por Byzas, el mítico hijo de Poseidón, lo que da una idea de la leyenda entretejida con la mitología griega— después de que la profecía de un oráculo indicara que una gran capital sería construida «frente a la ciudad de los ciegos» (queriendo indicar que la gente de Calcedón debía haber estado cegada para no ver el obvio valor de la península en el Cuerno de Oro como un puerto defensivo natural. Y en verdad que Bizancio y Calcedón eran, estratégicamente hablando, sumamente importantes puesto que por esta última pasaron persas, bitinios, romanos, árabes, cruzados, bizantinos y los turcos. Durante la Edad Media se desarrollaron en Calcedonia importantes concilios, en especial el Concilio de Calcedonia del 451, en el cual se escindieron de la Iglesia (entonces aún unidas la Iglesia católica y la Iglesia ortodoxa) las llamadas monofisitas. Siglos después Calcedonia fue sumamente dañada durante la Cuarta Cruzada por los cruzados llamados Latinos (católicos) y finalmente pasó a manos de los otomanos en 1353, cien años antes de que Constantinopla fuera conquistada por los turcos. Tras la misma, Calcedonia fue colocada bajo la jurisdicción de los tribunales de Estambul, de ahí el nombre de Kadıköy, «pueblo del juez» en turco, un nombre que ha cambiado con el paso de los siglos y las civilizaciones que se han asentado aquí como ya se ha dicho anteriormente, desde el Chalchedon griego pasando por la Calcedonia romana y bizantina, más tarde a Gaziköy —«el pueblo del héroe de guerra»— de los primeros pueblos turcos que llegaron a la zona así como los turcos selyúcidas del Sultanato de Rüm, que la denominaron Müderris o Meteris hasta llegar a su definición actual, Kadıköy, establecida por el Sultán Mehmet Fatih —«El Conquistador»— tras la conquista de Constantinopla en 1453 en honor del primer cadí de la ciudad, Hızır Bey Çelebi. De todos modos, según algunas fuentes que he consultado, otra de las teorías sobre esta última definición es que en el lugar en el que se halla la actual Osmanağa Camii (mezquita de Osmanağa, muy cerca de los muelles de los ferries de Kadıköy y construida por uno de los cortesanos del Sultán Ahmet I, Osman Ağa, en 1612) existía un lugar de culto islámico —mescid— edificado por orden de Kadı Mehmet Efendi, cadí de la región, por lo que bien podría haber sido motivo para el origen del actual nombre de Kadıköy.
Continuó siendo un apacible emplazamiento durante la época otomana y según uno de los más célebres viajeros turcos, Evliya Çelebi (siglo XV), en su libro Seyahatname («Libro de viajes»), en Kadikoy existían «siete barrios griegos y un barrio musulmán». Más tarde la ciudad creció y durante el periodo Tanzimat el Sultán Abdülhamit II construyó nuevas edificaciones en Kızıltoprak, en lo que era el espacio libre de Fenerbahçe (El jardín—bahçe— de la linterna/farol—fener—), lugar en el que varios sultanes otomanos construyeron pabellones o quioscos para su esparcimiento (Del francés kiosque, este del turco köşk, este del persa košk, y este del pelvi kōšk, pabellón). En el mismo periodo se adscribió a la ciudad de Estambul, perteneciendo a una circunscripción junto a la vecina Üsküdar.
Tras la derrota del Imperio otomano en la Primera Guerra Mundial, se firmó el Armisticio de Mudros el 30 de octubre de 1918 e inmediatamente Estambul y a su vez Kadıköy fueron ocupadas por soldados aliados. Después de la Guerra de Independencia Turca y ya bajo el gobierno de la moderna República de Turquía, pasó a formar parte del municipio de Estambul.

## Distrito moderno de Estambul

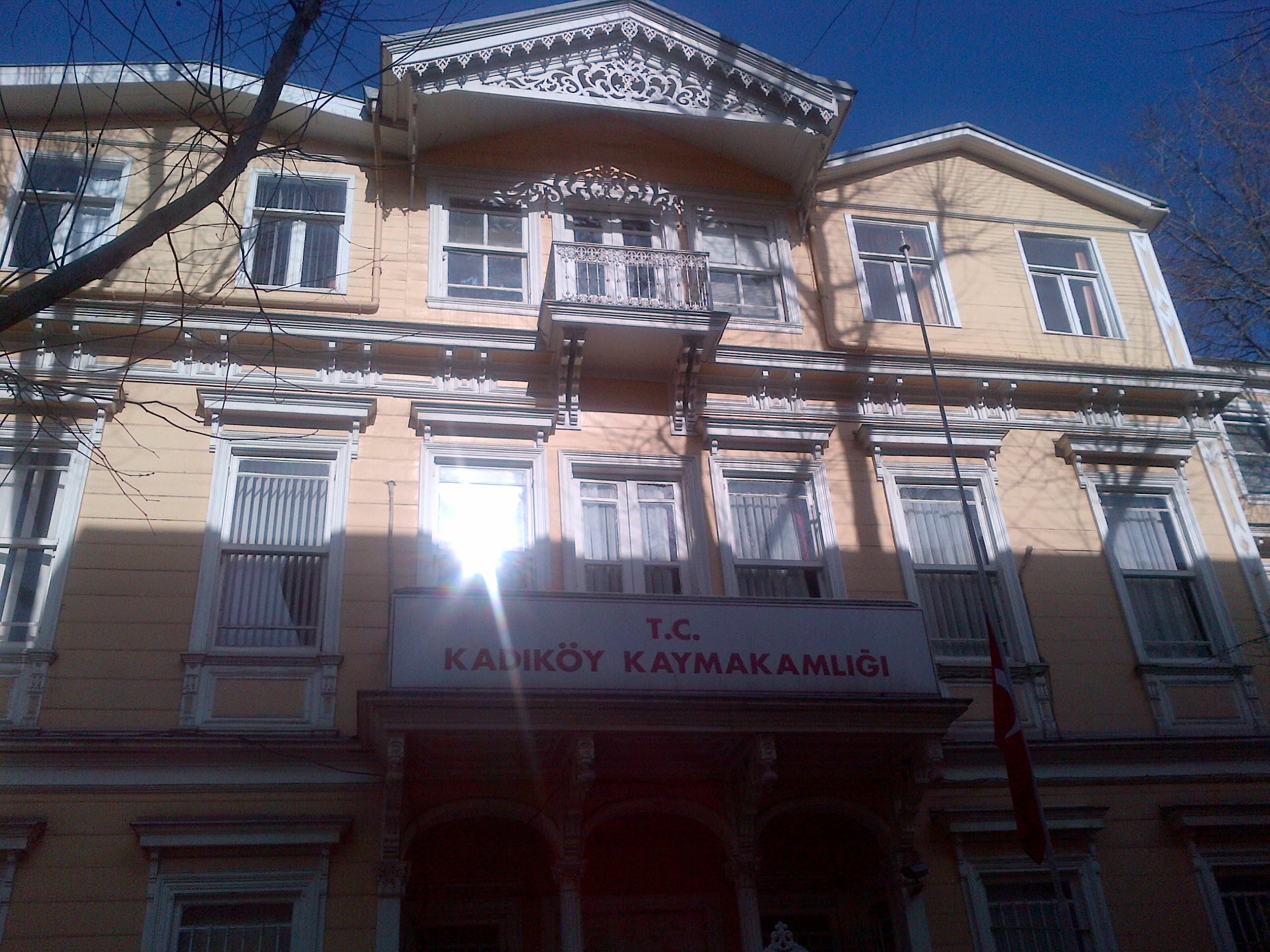
El gobernador del distrito de Kadıköy tiene sus oficinas en una antigua casona otomana en el barrio de Bahariye.

En la actualidad el centro de Kadıköy es un nudo de comunicaciones, lugar de negocios, zona comercial y punto de paso para los habitantes de Estambul que viajan del lado asiático de la ciudad al europeo y viceversa. El centro del distrito en sí es un cúmulo de nuevas edificaciones y antiguas casas y edificios de anteriores residentes alemanes, franceses, griegos y armenios que habitaban en gran número este distrito durante la época otomana —de ahí el número de iglesias y cementerios de otras creencias religiosas— que dotan de una peculiar característica cosmopolita a este distrito y que en la actualidad alberga a la clase obrera o clase media así como a numerosos estudiantes —aquí se halla, por ejemplo la Universidad del Mármara— aunque barrios como Moda, Kozyatağı o Fenerbahçe albergan nuevos edificios con grandes avenidas comerciales y tiendas de lujo en los que se aloja la clase media-alta.
Es sede a su vez del equipo de fútbol Fenerbahçe Spor Kulübü.

## Divisiones

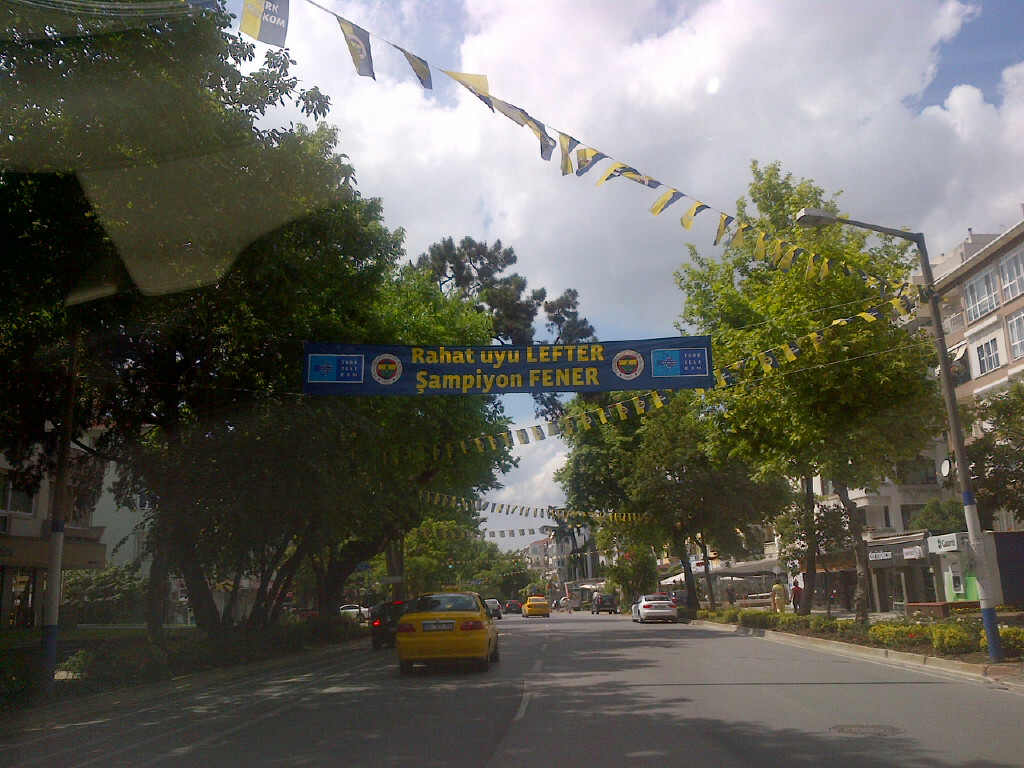
Bağdat Caddesi o Av. Bağdat es una de las principales arterias y zonas de tiendas de Kadıköy.

Kadıköy está dividida en barrios o mahalle (en lengua turca), los cuales son:
19 Mayıs mahallesi, Acıbadem mahallesi, Atatürk mahallesi, Barbaros mahallesi, Bostancı mahallesi, Caddebostan mahallesi, Caferağa mahallesi, Dumlupınar mahallesi, Eğitim mahallesi, Erenköy mahallesi, Fenerbahçe mahallesi, Feneryolu mahallesi, Fikirtepe mahallesi, Göztepe mahallesi, Hasanpaşa mahallesi, İçerenköy mahallesi, İnönü mahallesi, Kayışdağı mahallesi, Koşuyolu mahallesi, Kozyatağı mahallesi, Küçük Bakkalköy mahallesi, Merdivenköy mahallesi, Osmanağa mahallesi, Rasimpaşa mahallesi, Sahray-i Cedid mahallesi, Suadiye mahallesi, Yeni Sahra mahallesi, Zühtüpaşa mahallesi.